# Uvaria puguensis
Uvaria puguensis este o specie de plante angiosperme din genul Uvaria, familia Annonaceae, descrisă de David Mark Johnson. A fost clasificată de IUCN ca specie pe cale de dispariție (stare critică). Conform Catalogue of Life specia Uvaria puguensis nu are subspecii cunoscute.